# Yomou (prefektur)
Yomou är en prefektur i Guinea.   Den ligger i regionen Nzerekore Region, i den södra delen av landet, 500 km öster om huvudstaden Conakry. Antalet invånare är 86 736. Arean är 3 920 kvadratkilometer. Yomou gränsar till Macenta och Nzerekore Prefecture. 
Terrängen i Yomou är platt åt nordväst, men åt sydost är den kuperad.
Följande samhällen finns i Yomou:
- Yomou